# Ernesto Buonaiuti
Ernesto Buonaiuti (Roma, 25 giugno 1881 – Roma, 20 aprile 1946) è stato un presbitero, storico, antifascista, teologo, accademico italiano, studioso di storia del cristianesimo e di filosofia religiosa, fra i principali esponenti del modernismo italiano. Scomunicato e dimesso dallo stato clericale ad opera della Chiesa cattolica per aver preso le difese del movimento modernista, fu prima esonerato dalle attività didattiche, in base ai Patti Lateranensi tra Chiesa e Regno d'Italia, e poi privato della cattedra universitaria per essersi rifiutato, con pochi altri docenti (appena dodici), di giurare fedeltà al regime fascista.

## Biografia
Ernesto Buonaiuti nacque a Roma, in via di Ripetta 102, il 25 giugno 1881, quartogenito di Leopoldo e Luisa Costa. Il padre, gestore di una rivendita di tabacchi, morì nel 1887 di tubercolosi, lasciando la moglie (che non si risposò mai e visse quasi sempre con Ernesto fino alla morte, avvenuta nel 1941), e cinque bambini. Da un primo matrimonio, infatti, aveva avuto la figlia maggiore Augusta; dei suoi sette figli di secondo letto soltanto tre, oltre Ernesto, superarono la prima infanzia: uno, Alfredo, divenne sacerdote e parroco di Settecamini, un altro, Alarico, fu insegnante di italiano nelle scuole consolari e pubblicista e venne iniziato alla Massoneria, mentre il minore, Pasquale, esercitò il mestiere di ebanista. Ernesto ricevette la prima educazione religiosa dalla madre e nella parrocchia di San Rocco, adiacente alla casa di via di Ripetta.
Dopo avere frequentato il Seminario Romano dell'Apollinare di Roma (qui fra i suoi compagni vi fu Angelo Roncalli, poi papa Giovanni XXIII), fu ordinato sacerdote il 19 dicembre 1903. Durante il periodo degli studi aveva dimostrato ben presto doti intellettuali fuori dal comune, incorrendo però in sanzioni da parte dei superiori per la troppa libertà dimostrata nell'apprezzare le moderne impostazioni scientifiche delle discipline religiose. Proseguì i suoi studi, collaborando con lo storico delle religioni Salvatore Minocchi, utilizzando le risorse offerte dal metodo positivo allo studio del Cristianesimo primitivo (Il cristianesimo primitivo e la Politica imperiale romana, 1911).
Fondò a soli 24 anni la Rivista storico-critica delle scienze teologiche, per la diffusione della cultura religiosa in Italia e diresse in seguito la rivista Ricerche religiose. Queste riviste, premiate almeno in un primo momento da un discreto successo editoriale, vennero poste poi all'Indice. Il 25 gennaio 1926 era stato colpito con la scomunica, ribadita più volte, per aver preso le difese del movimento modernista soprattutto nelle opere Il programma dei modernisti (1908) e Lettere di un prete modernista (1908), contro la posizione ufficiale della Chiesa espressa nell'Enciclica Pascendi dominici gregis, emanata da papa Pio X nel 1907. Nell'autobiografia (Il pellegrino di Roma, 1945), Buonaiuti ricostruì il conflitto con la Chiesa cattolica, della quale, nonostante la scomunica, continuò a proclamarsi figlio fedele.
Nel 1915 vinse il concorso a cattedra, bandito per ricoprire il ruolo di professore ordinario di Storia del cristianesimo rimasto vacante per la morte di Baldassarre Labanca, presso l'Università di Roma, prevalendo su altri candidati illustri come lo stesso Minocchi, Adolfo Omodeo, Luigi Salvatorelli e Umberto Fracassini, Nicolò d'Alfonso. Gli anni di insegnamento, liberamente esercitato presso un Ateneo statale a dispetto delle censure ecclesiastiche, gli permisero di formare un gruppo di allievi, tra i quali spiccano Agostino Biamonti, Ambrogio Donini (che dopo la fine della guerra sarebbe stato professore di Storia del Cristianesimo a Bari e senatore comunista) e Marcella Ravà (poi divenuta direttrice della Biblioteca Nazionale Centrale di Roma), fortemente attaccati alla figura e all'opera del maestro. In seguito al Concordato del 1929, tuttavia, venne esonerato dalle attività didattiche e assegnato a compiti extra-accademici, come direttore dell'Edizione Nazionale delle Opere di Gioacchino da Fiore. La cattedra universitaria gli fu tolta definitivamente nel 1931 per aver rifiutato di prestare il giuramento di fedeltà al Fascismo, al pari del suo amico Giorgio Levi Della Vida, che di lui lasciò un affettuoso ricordo di grande valore scientifico e umano nel suo Fantasmi ritrovati.
Gli anni successivi, segnati dagli stenti per via della sospensione dello stipendio, lo videro impegnato nell'attività di conferenziere, sempre sotto l'osservazione della polizia segreta fascista, soprattutto presso la congregazione metodista romana e di professore ospite presso l'Università di Losanna in Svizzera, dove tenne cicli di lezioni sulla storia del Cristianesimo. L'offerta di una cattedra stabile di Storia del Cristianesimo presso la Facoltà di Teologia della stessa Università fu da lui declinata, poiché richiedeva come condizione la sua adesione ufficiale alla confessione cristiana riformata.
Durante la seconda guerra mondiale, dopo l'8 settembre 1943, nascose per qualche mese nella sua casa romana un ragazzo ebreo, Giorgio Castelnuovo, allora tredicenne, affidatogli dalla famiglia, salvandolo così dalle deportazioni. Per questo Buonaiuti ha ricevuto nel 2012 il riconoscimento postumo di giusto tra le nazioni dall'istituto Yad Vashem di Gerusalemme.
Dopo la fine della guerra, nel 1945, Buonaiuti non fu comunque reintegrato nel ruolo di professore ordinario come era accaduto per gli altri colleghi superstiti che non avevano accettato il giuramento di fedeltà al Fascismo, sulla base di una discussa applicazione retroattiva, sostanzialmente ad personam, dei Patti Lateranensi, che prevedeva il divieto, per un sacerdote scomunicato, di occupare una cattedra in una università statale: a favorire questo esito della vicenda ci furono non solo i cattolici della Democrazia Cristiana, ma anche i comunisti e i liberali, riuniti dalla comune ostilità, ereditata dal passato, contro il Modernismo, visto ideologicamente come una corrente cristiana non facilmente inquadrabile nella polarizzazione tra laici e cattolici, sotto il cui segno nasceva il nuovo stato italiano.
Si spense nella sua città il 20 aprile 1946, a seguito dell'aggravarsi dei problemi cardiaci che da tempo lo affliggevano. È sepolto nel Cimitero del Verano di Roma. 
Sulla lapide è incisa la scritta: "Non extinguetur lucerna eius. Qui seminant in lacrimis in gaudio metent".(Salmi, 126:5-6)
Dopo la sua morte vi sono state numerose iniziative per la sua piena riabilitazione, l'ultima e più importante è l'appello promosso dal movimento "Noi siamo Chiesa" nel giugno 2014 che ha raccolto oltre 350 adesioni tra cui quelle di Raniero La Valle, Gianni Novelli, Ettore Masina, Giovanni Avena, Vittorio Bellavite, Luigi Bettazzi, Enrico Peyretti, Paola Gaiotti De Biase,  Giovanni Franzoni, Lidia Menapace, Carlo Molari, Giovanni Filoramo, Clementina Mazzucco, "Tempi di Fraternità", "Agire politicamente. Coordinamento di cattolici democratici", Giovanni Miccoli, Giovanni Bianco, Adriana Valerio, Armido Rizzi, Paolo Farinella, Vito Mancuso, Mina Welby, Francesco Zanchini, "Coordinamento delle comunità cristiane di base", Frei Betto.  
Nel mese di giugno del 2024, il cardinale Matteo Maria Zuppi ha celebrato nella cripta della cattedrale di Bologna una messa di suffragio di Ernesto Buonaiuti.

## Buonaiuti visto ai nostri tempi
(Ernesto Buonaiuti, Storia del Cristianesimo, I, prefazione, 1943)»
Buonaiuti, con raro spirito analitico profetizzò la futura tenuta del cristianesimo e la sua evoluzione verso l'epoca moderna, sebbene l'epoca nella quale visse fosse di apparente trionfo del clericalismo, del culto del papismo, della sedia gestatoria, della chiesa arroccata e intesa come un potere forte, intesa anche come la fortezza attorno al Sillabo e degli anatemi con un uso di un certo trionfalismo nel linguaggio ecclesiastico di quel tempo anche nei modi, nelle movenze, nei riti e mentalità.
Gli studiosi Pietro Urciuoli ed Enrico Cerasio hanno, ciascuno rispettivamente, studiato ed analizzato il personaggio pubblicando due saggi. Urciuoli in particolare riporta circa 60 parti dei suoi scritti dal 1901 al 1942 circa. Buonaiuti, il cui caso non è concluso neppure oggigiorno, proprio evocando la giustizia da parte della Chiesa per via di una sua auspicabile definitiva riabilitazione anche se oramai postuma. Fu ridotto allo stato laicale (1925) subendo umiliazioni e persecuzioni disciplinari: fu privato dell'insegnamento e stipendio, persino con pressioni "dall'alto" si cercò di allontanarlo dall'insegnamento alla laica università Sapienza (era professore per vincita di regolare  concorso pubblico, fra l'altro pubblicò una marea di libri), con rassicurazioni da parte del governo anche al Nunzio Vaticano per l'Italia Francesco Borgongini Duca di controllarlo. Fu poi scomunicato (1926) con l'aggiunta dell'umiliante e gravissimo provvedimento in uso all'epoca denominato "espressamente vitando". Questo provvedimento riguardava anche qualsiasi fedele cattolico, non importa se laico o consacrato, nel caso si fosse messo in contatto con lo scomunicato, era raggiunto dal medesimo provvedimento. Anche se non più esistente la pena di morte, questo era il metodo scelto per rendere una persona "appestata", nell'isolamento e quindi nel disprezzo generale.
All'inizio il cardinale segretario di Stato, cardinale Pietro Gasparri intervenne a mitigare alcuni provvedimenti disciplinari contro di lui (negli anni 1916 e 1921) intervenendo sui confratelli cardinali delle altre congregazioni preposte al suo caso.
Il tipo di condanna evidenzia i pessimi metodi applicati allora per la mancanza di rispetto verso la persona coinvolta, portandola anche alla rovina finanziaria, da parte del dicastero nominato "Sant'Uffizio". Buonaiuti fu  addirittura costretto a svendere i libri della sua biblioteca anche per mantenere l'anziana madre. Anche nella cattiva sorte non perse mai la fede in Cristo e neppure la devozione alla chiesa pur restandone fuori. 

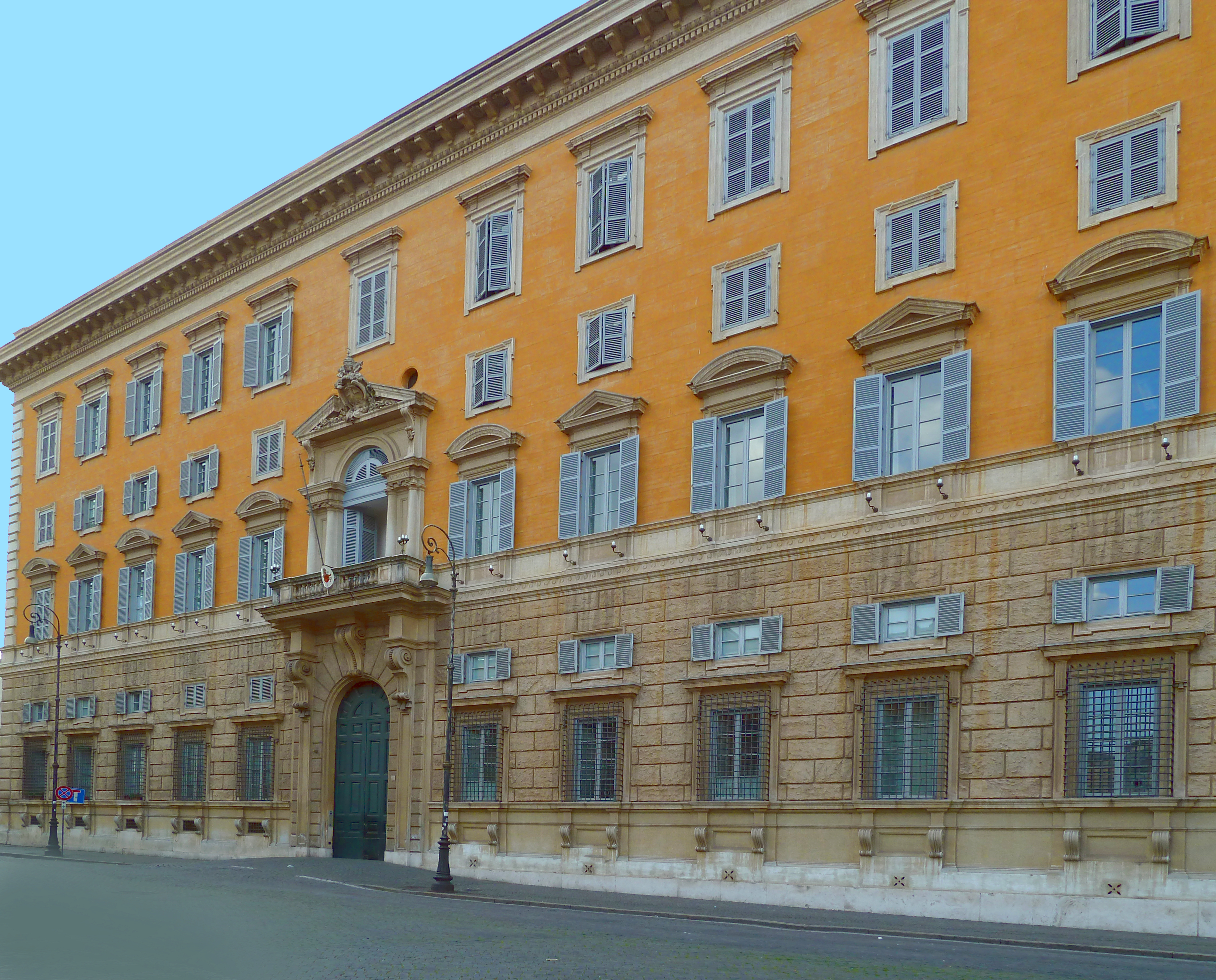
Palazzo del Dicastero per la dottrina della fede: nel 1908 fu Papa Sarto che lo denominò come "Sacra Congregazione del Sant'Uffizio". Nel 1917 ricevette la competenza di tenere aggiornata la sezione dellIndice dei libri proibiti poi soppressa nel novembre del 1966

Le tesi di Buonaiuti oggi su Paolo di Tarso sull'eucarestia non sarebbero neppure condannate. Questo grazie ai molti studi di natura storico-biblico. Nel 1908 in "Lettere di un prete modernista" affermava che "i sacramenti sono la solidificazione del concetto della grazia applicato alle principali contingenze della vita... l'eucarestia ha preso il luogo del banchetto in cui i primi cristiani simboleggiavano la fratellanza che li attendeva nel regno... si è venuta formando la dottrina della presenza reale, poi della transustanziazione... si è smarrito attraverso questa trasformazione il valore etico primitivo del rito".
Nel 1920 in "Le esperienze fondamentali di San Paolo" per la rivista Religio (diretta da lui poi scomunicata e cessata) sostenne la tesi che il rito eucaristico per l'apostolo era la sanzione soprannaturale dell'armonia e dell' affratellamento nella vita solidale comunitaria...
In "Essenza del Cristianesimo" (1921) sostenne che il Vangelo era basato sul "Convertitevi perché il regno di Dio è imminente... il cristianesimo è un rovesciamento e capovolgimento dei valori... tutto il Vangelo è basato sulla speranza del Regno. La Basilea, il Regno di Dio è il motivo più famigliare della predicazione di Gesù."
Poi l'accenno all'ascetica da non dover essere considerata come il centro di tutto. "Il cristianesimo non è ascetico nel senso ellenistico della parola. Nel cristianesimo non c'è nessuna pedagogia, nessun tirocinio, nessun esercizio perché la rinuncia completa si fa d'un attimo attraverso la metanoia, passaggio improvviso in sfere d'influenza superiori nelle quali non è quasi più possibile sentire il contraccolpo della vita materiale."
Nel 1943 (nella monumentale "Storia del cristianesimo") Buonaiuti scriveva "Noi ti invochiamo, o Padre. Accattoni noi siamo tutti indistintamente. Noi torniamo pertanto a te. Affretta il tuo trionfo perché la nostra vita si è consumata nel desiderio della Tua giustizia... la legge eterna del tuo vangelo è tutta nel segno di una croce, proiettata su tutta la sconfinata sofferenza... O Crux, ave spes unica!"
Buonaiuti, secondo Enrico Cerasi, docente di Filosofia teoretica all'università San Raffaele di Milano autore di un libro con  ampia antologia di scritti su di lui, era un teologo che fece della metodologia storica un uso selettivo e strumentale per la sua dottrina sulla fede. Studiò i testi storico-critici tedeschi e francesi. Cercò di fare fronte alla curia di Pio X che condannava lo storicismo e il relativismo moderno. Propugnatore di una ermeneutica intesa come risposta alla crisi moderna e per come va intesa la modernità: rinnovamento e quindi ritrovamento dell'autenticità della fede cristiana.
La metafisica medievale era comunitaria, la  cultura moderna è epistemologicamente positiva e spiritualmente soggettivistica.
Cerasi continua ribadendo che il metodo storico con la fede cristiana vanno confrontati. La modernità è fragile ed esposta alla crisi nichilistica se posta con l'ermeneutica religiosa della fede cristiana rappresenta invece il progresso felice per l'umanità. Buonaiuti lo aveva inteso mentre la curia e i pontefici dell'epoca non erano pronti per slanci spirituali. Fu coniata la parola "modernismo" per coloro che facevano parte dei movimenti per cambiare la chiesa sempre più agonizzante.
Il modernismo quindi rappresentava lo sviluppo storico dell'annuncio di Cristo, una terza via fra il protestantesimo e l'ortodossia gesuitica (di allora) che sclerotizzava il dogma come la verità a-storica (alfa privativo) non risultante più connesso con l'esperienza religiosa.
Lo scopo di Buonaiuti era di salvare dal nichilismo moderno la modernità rinnovando la chiesa applicandone la moderna metodologia storico-religiosa. Enrico Cerasi nello suo studio ribadisce che la crisi del cristianesimo doveva rimediare con il bisogno dell'ermeneutica per dare "un'anima religiosa al socialismo" e al "cattolicesimo lo spirito adeguato ai tempi".

## Opere
L'opera di Buonaiuti è sterminata: ha lasciato circa tremilaottocento lavori scritti, fra i quali importanti una "Storia del Cristianesimo" in tre volumi, l'autobiografia (Il pellegrino di Roma) e gli studi su Gioacchino da Fiore (Gioacchino da Fiore: i tempi, la vita, il messaggio) e gli studi su Lutero e la Riforma protestante. Inoltre, un testo sullo gnosticismo (Lo gnosticismo. Storia di antiche lotte religiose, I Dioscuri, Genova 1987). Tra le sue prime opere: Saggi sul cristianesimo primitivo, a cura e con introduzione di Francesco A. Ferrari, pubblicato a Città di Castello, dalla casa editrice Il Solco (Gubbio, Tip. Oderisi) nel 1923. Nel 1928 pubblica anche "Le origini dell'ascetismo cristiano" (Pinerolo: Casa sociale editrice).

### Lutero e la Riforma in Germania
Opera pubblicata la prima volta nel 1926, ristampata al termine della seconda guerra mondiale, con l'aggiunta del capitolo La crisi finale, pubblicata infine postuma nel 1958 col titolo Lutero, è nata da un corso universitario tenuto da Buonaiuti all'Università di Roma. Nella prima edizione lo scisma di Martin Lutero viene interpretato come espressione dell'individualismo della cultura dell'Europa nel Nord che non aveva assimilato i valori della vita sociale propria del bacino del Mediterraneo. Nel capitolo aggiunto all'edizione del 1945 Buonaiuti indica nel nazionalsocialismo l'ultima e più drammatica conseguenza dello scisma luterano.

### Storia del Cristianesimo
L'opera, pubblicata negli anni 1942-1943, si compone di tre volumi, il primo dedicato all'Evo Antico, il secondo all'Evo Medio, l'ultimo all'Evo Moderno.
È considerata l'opera più significativa dell'attività scientifica del Buonaiuti. Come egli stesso ha rievocato nell'autobiografia del 1945, l'opera ha motivazioni apologetiche ("per istituire il bilancio definitivo dell'azione cristiana nella storia, ora che da mille indizi si poteva facilmente e sicuramente arguire che il Cristianesimo si avvicinava ad un'ora di drammatico trapasso").
L'idea centrale dell'opera si svolge intorno al carattere mistico e morale del Cristianesimo e alla sua successiva trasformazione in un sistema filosofico-teologico e in una organizzazione burocratica. Per Buonaiuti, le religioni superiori non sono visioni speculative del mondo e schematizzazioni razionali della realtà, ma indicazione normativa di atteggiamenti pre-razionali e spirituali. Il Cristianesimo, nato come annuncio di palingenesi, veicolava un vastissimo programma sociale "che imponeva un progressivo arricchimento concettuale e un inquadramento disciplinare sempre più rigido. Per vivere e fruttificare nel mondo, il Cristianesimo fu condannato così a snaturarsi e a degenerare" (Storia del cristianesimo, I, p. 15 e segg.). La sola salvezza per la Chiesa e per la società moderna è, per Buonaiuti, il ripristino dei valori elementari del Cristianesimo primitivo: l'amore, il dolore, rimorso, la morte.

### Pellegrino di Roma. La generazione dell'esodo
Opera autobiografica di Ernesto Buonaiuti pubblicata a Roma nel 1945. 
Il titolo del libro cita una definizione di Buonaiuti datane dallo storico Luigi Salvatorelli, il quale aveva intitolato un suo saggio "Ernesto Buonaiuti, pellegrino di Roma" per sottolineare l'amore di Buonaiuti per la Chiesa cattolica, nonostante i gravissimi provvedimenti canonici presi contro di lui (La Cultura, XII, 1933, pp. 375–391). Buonaiuti riconosce come sue due opere di argomento modernista pubblicate entrambe nel 1908 dietro l'anonimato: Lettere di un prete modernista, considerate tuttavia dall'autore un peccato di gioventù, e Il programma dei modernisti. Le posizioni moderniste sono giustificate da Buonaiuti soprattutto da motivazioni scientifiche (critica biblica ed esegesi). Inizialmente il modernismo di Buonaiuti appariva simile alle posizioni della teologia liberale protestante (Albrecht Ritschl, Adolf von Harnack). Le ricerche sulla spiritualità del mondo antico, da Zarathustra ai tragici greci, portarono tuttavia Buonaiuti a riconoscere nelle esperienze spirituali precristiane un'anticipazione della visione cristiana della vita. Buonaiuti si dichiara cattolico e dichiara di voler rimanere tale usque dum vivam ("finché avrò vita"), come scrisse alla facoltà di teologia di Losanna, la quale gli rifiutò la cattedra di storia del cristianesimo poiché egli non aveva accettato la condizione di aderire a quella Chiesa evangelica.

## Citazioni
(da una lettera di Ernesto Buonaiuti)

## Opere
- Lo gnosticismo: storia di antiche lotte religiose, Roma, Ferrari, 1907. - Nuova edizione con introduzione di Claudio Bonvecchio, Milano, Mimesis, 2012, ISBN 978-88-575-0950-1.
- Alfredo Loisy, Roma, A. F. Formiggini, 1925.
- Lutero e la Riforma in Germania, Bologna, Zanichelli, 1926. - II ed., Faro, Roma, 1945; Dall'Oglio, Milano, 1958.
- Le origini dell'ascetismo cristiano, Pinerolo, Casa sociale editrice, 1928.
- Gioacchino da Fiore. I tempi, la vita, il messaggio, Collezione Meridionale Editrice, Roma, 1930. - Nuova edizione, introduzione di Antonio Crocco, Lionello Giordano Editore, Cosenza, 1984; Introduzione di Giovanni Santambrogio, Collana La coda di paglia, La Vita Felice, Milano, 2017, ISBN 978-88-934-6092-7.
- La Chiesa Romana, Milano, Gilardi e Noto, 1933. - nuova edizione con presentazione di Lorenzo Bedeschi, il Saggiatore, Milano, giugno 1971);
- Storia del Cristianesimo, 3 voll., Milano, Dall'Oglio, 1941. nuova edizione in un solo volume a cura di Cesare Marongiu Buonaiuti, Newton & Compton, Roma 2002., https://www.lunieditrice.com/epages/53174.sf/it_IT/?ObjectID=12020997[collegamento interrotto], 2019, ISBN 9788879846226
- La chiesa e il comunismo. Bompiani 1945
- Pellegrino di Roma. La generazione dell'esodo, Roma, Darsena, 1945. - Bari, Laterza, 1964; Gaffi, Roma 2008; Aragno, Roma 2021.
- Pio XII, Roma, Universale, 1946. - nuova edizione, Editori Riuniti, Roma 1964.
- Lezioni di storia ecclesiastica. Il medioevo, Bologna, Il Mulino, 2012, ISBN 9788815241252.

Degli scritti di Buonaiuti ha dato ampia rassegna l'allieva Marcella Ravà in Bibliografia degli scritti di Ernesto Buonaiuti, con prefazione di Luigi Salvatorelli, Firenze 1951, seguita dalle Aggiunte alla bibliografia di Ernesto Buonaiuti, in «Rivista di storia e letteratura religiosa», VI, 1970, pp. 235–239.